# Astrid Nialsdotter
Astrid Nialsdotter av Skjalgaätten från Hålogaland i Norge var enligt det sentida tillägget (1200-tal) till Hervarsagan gift med Ragnar den gamle och mor till den svenske kungen Stenkil.
Astrid föddes som barn av den norske stormannen Nial Finnsson och Gunhild Halvdansdotter i storätten Skjalgaätten i Hålogaland i Norge[källa behövs].